# Justicia tubulosa
Justicia tubulosa är en akantusväxtart. Justicia tubulosa ingår i släktet Justicia och familjen akantusväxter.

## Underarter
Arten delas in i följande underarter:
- J. t. lateovata
- J. t. tubulosa